# Джонс, Уильям (английский футболист, 1876)
Уи́льям Джон Джонс (англ. William John Jones), также известный как Би́лли Джонс (англ. Billy Jones; 6 марта 1876 — 25 сентября 1959) — английский футболист, правый хавбек. Выступал за клубы «Лонг-Итон Рейнджерс», «Веллингтон Атлетик», «Лафборо», «Бристоль Сити», «Тоттенхэм Хотспур» и «Суиндон Таун», также провёл один матч за национальную сборную Англии.

## Биография
Уильям Джонс родился в Брайтоне (графство Суссекс) в семье сапожника. Футбольную карьеру начал в клубе «Лонг-Итон Рейнджерс». Затем выступал за «Веллингтон Атлетик». В феврале 1896 года стал игроком клуба «Лафборо», который выступал во Втором дивизионе Футбольной лиги. Его дебют за «Лафборо» состоялся 7 марта 1896 года в матче Второго дивизиона против «Ньюкасл Юнайтед» (победа «Лафборо» со счётом 1:0). Джонс провёл за клуб 35 матчей и забил 18 голов в лиге.
1 мая 1897 года Джонс перешёл в клуб «Бристоль Сити», на тот момент выступавший в Южной футбольной лиге. В сезоне 1897/98 помог команде занять второе место в Южной лиге, сыграв за неё в этом турнире 8 матчей и забив 2 гола, а также провёл 9 матчей и забил 6 голов в Западной футбольной лиге. В сезоне 1898/99 Джонс провёл 23 матча в Южной лиге, а «Бристоль Сити» вновь занял второе место в турнире. В сезоне 1899/1900 выступал на позиции правого хавбека, а затем центрфорварда, сыграв 31 матч и забив 15 голов, включая «покер» в матче против «Шеппи Юнайтед» 3 марта 1900 года. В сезоне 1900/01 провёл за команду 28 матчей и забил 1 гол; «Бристоль Сити» занял в Южной лиге второе место и был приглашён в Футбольную лигу (во Второй дивизион). 7 сентября 1901 года «Бристоль Сити» провёл свой первый матч в Футбольной лиге: это была игра против «Блэкпула», Джонс сыграл в ней на традиционной для себя позиции правого хавбека. В сезоне 1901/02 «Бристоль Сити» занял во Втором дивизионе шестое место, а Джонс не пропустил ни одной игры. В следующем сезоне Джонс сыграл 32 из 34 матчей и помог команде занять четвёртое место. В сезоне 1903/04 Джонс вновь сыграл 32 матча, а «Бристоль Сити» вновь занял четвёртое место во Втором дивизионе. В сезоне 1904/05 клуб в третий раз подряд занял четвёртое место, а Джонс вновь сыграл за него 32 матча из 34. В сезоне 1905/06 «Бристоль Сити» выиграл Второй дивизион, а Джонс из-за травмы сыграл только 18 матчей.
В мая 1906 года Джонс перешёл в «Тоттенхэм Хотспур», выступавший в Южной лиге. Провёл в команде один сезон, после чего перешёл в «Суиндон Таун», также из Южной лиги. Дебютировал за «Таун» 21 сентября 1907 года в матче против «Куинз Парк Рейнджерс». 25 апреля 1908 года провёл свой последний матч за клуб: это была игра против «Норвич Сити». Всего он провёл за «Суиндон Таун» 8 матчей. После этого он завершил карьеру футболиста.
Джонс провёл один матч за национальную сборную Англии. Это произошло 9 марта 1901 года на стадионе «Делл» в Саутгемптоне, в которой англичане сыграли против сборной Ирландии, одержав победу со счётом 3:0.
После завершения футбольной карьеры управлял пабом «Barley Mow» в Бристоле. Умер в возрасте 83 лет после продолжительной болезни.

## Достижения
«Бристоль Сити»
- Победитель Второго дивизиона: 1905/06

Сборная Англии
- Победитель Домашнего чемпионата: 1901